# 모노폴리스
모노폴리스(Monopolice)는 이탈리아의 락밴드이다.

## 개요
언제 결성되었는지는 현재 알 수는 없지만 이탈리아 국내에서 많은 공연을 해왔으며 이들이 출시한 음반은 알 수 없는 것으로 보아 라이브 위주의 밴드로 보인다. 참고로 이 밴드의 보컬은 Fastway, Dusty라는 유로비트 아티스트 명의로 유명한 엔니오 자니니가 담당하고 있다.

## 구성원
- 보컬/베이스기타 : 엔니오 자니니
- 기타 : 알베르토 지아코본
- 드럼 : 미첼레 몬트레소

## 같이 보기
- 엔니오 자니니